# Mehano Train Line
Mehano train line, kortweg Mehano, is een fabrikant van modeltreinen en wetenschapsdozen. Het hoofdkantoor van Mehano bevindt zich in Slovenië. Hoewel de productie nu meer plaatsvindt in Duitsland en Hongarije worden de treinmodellen uit de Prestige-reeks toch nog in Slovenië geproduceerd.

## Geschiedenis
In 1952 werd het bedrijf opgericht als Mehanotehnika, een fabriek voor de productie en verkoop van metalen en kunststof producten. De bedrijfsnaam is afgeleid van de naam van het eerste puzzelspeelgoed dat het bedrijf maakte. In juni 1953 startte de productie en verkoop van speelgoed.
In 1959 werd er een productiehal van 5000 m² gebouwd en werd de productie verplaatst naar Izola. In 1962 werd er een nieuwe fabriek in Materija geopend. In 1971 werd de productie van pluchen speelgoed verplaatst naar de fabriek in Materija.
In 1990 veranderde de Company Mehanotehnika haar naam in Mehano. 
Het bedrijf werd in 2004 overgenomen door LIVE-doo Izola.
In 2012 raakte Mehano insolvent en werd dan overgenomen door Lemke.
Arnold ·
Artitec ·
Bachmann ·
Brawa ·
Egger-Bahn ·
Fleischmann ·
Faller ·
Fulgurex ·
HAG ·
HAMO ·
Hornby Railways ·
Hübner ·
Ibertren ·
Jouef ·
Kato ·
KK Eishindo · 
Kleinbahn ·
Klein Modellbahn ·
Kleinspoor ·
Lemaco ·
LGB ·
Liliput ·
Lima ·
Lionel ·
LS Models ·
Märklin ·
Mehano Train Line ·
Micro-Trains ·
Minitrix ·
MK Modelbouwstudio's ·
Nilkram · 
Phildie · 
Philotrain ·
Piko ·
Primex ·
Regner ·
Rivarossi ·
Roco ·
ROKAL ·
THS ·
Tillig ·
Trix ·
Trix Express ·
Weinert